# Nijon
Nijon – miejscowość i dawna gmina we Francji, w regionie Grand Est, w departamencie Górna Marna. W 2013 roku jej populacja wynosiła 81 mieszkańców. 
W dniu 1 czerwca 2016 roku z połączenia dwóch ówczesnych gmin – Bourmont oraz Nijon – powstała nowa gmina Bourmont-entre-Meuse-et-Mouzon. Siedzibą gminy została miejscowość Bourmont. 